# Tallér Edina
Tallér Edina (Kiskunhalas, 1971. február 24. –) magyar író, drámaíró, újságíró, a Másik Produkció színházi-művészeti társulat alapítótagja.

## Életpályája
1992-ben kezdte pályáját újságíróként. Számos közéleti lap felelős- és főszerkesztője, és a Duna TV észak-magyarországi tudósítója volt. Jelenleg Budapesten él. Alapító tagja a VOLT Irodalmi Sátornak. Két gyermek édesanyja.
2007 óta rendszeresen publikál irodalmi lapokban, többek közt az Élet és Irodalomban, a Kalligramban, az Alföldben, a Holmiban, a Műútban, a Bárkában és számos online művészeti portálon. Drámái kőszínházakban, alternatív játszóhelyeken és színházi fesztiválokon is rendszeresen láthatóak, például a Békéscsabai Jókai Színházban, az RS9 Színházban, a B32-ben, a MOST Fesztiválon, a Vallai Péter Kortárs Előadóművészeti Fesztiválon, a Zsámbéki Színházi Bázison, valamint sok más helyen is.
Tagja a József Attila Körnek (2010 óta), és a Szépírók Társaságának is (2011 óta). Egy Perccel Tovább c. drámája megnyerte az I. Vallai Péter Kortárs Előadóművészeti Fesztivál fődíját. Színházi munkáit a kortárs alternatív francia drámaírókéhoz hasonlítják. Drámáira jellemző a karakterek lélektani ábrázolása.

## Művei

### Könyvek

#### A húsevő
Regény, Kalligram Kiadó, 2010, 2017
Egy mesebeli királylány úgy berágott a szerelmére, hogy megfőzte a gyerekeit. Meséli egy királylány. Nagyanyjáról, a szerelméről, anyjáról, a szomszéd Antiról, férfiakról, jobb kézfején egy L alakú forradásról. Nagyapjáról, aki tíz évig haldokolt, és egy keserűségében mindenkivel baszó, szerelmes ukrán kurváról. Mitológiai alaptörténeteket, hogy állítólag a világot egyetlen fickó cipeli a hátán, ilyesmik, közben meg lemossa és átlakkozza a körmét. Nekem kiváló arcberendezésem van, sokan irigylik, mondja, és úgy, hogy ne tudd letenni. Ha letennéd, vedd föl. Szeretem a férfiszagot. Sokan mondják, hogy hű, meg ha, és büdös, meg ilyenek, de szerintem nem tudják, mit beszélnek, csak megtanulták. Szükségem van rá. Megyek az utcán, aszfaltoznak, vagy valamit csinálnak, engem nem érdekel, az a fontos, hogy dolgoznak, vannak izmaik, látom, ahogy dolgoznak az izmaik, ha elmegyek mellettük, megállnak, néznek, de úgy, hogy lássam, és van szaguk meg mindenük. Úgy kerek a világ, ha dolgoznak az izmai, ez így van rendjén, ne mondja, csinálja, de nagyon, úgy, hogy izzadjon belé, mert annak van szaga, életszaga van, férfi. A világnak ott van vége, ahol már nem néznek. Elementáris, őszinte, húsevő, boldog, boldogtalan. Azon morfondírozik, milyen volna egyszerre két férfit boldoggá tenni. Aludna középen.

#### Lehetek én is. Panelregény
Regény, Kalligram Kiadó, 2013
Panelregény – a könyv alcíme olvasható műfaj- és hely-megjelölésként. De utalhat arra is, hogy a Lehetek én is az irodalom formáinak felidézésével, és kliséinek kifordításával elmozdítja az alapvető emberi kapcsolatok közhelyeit, amelyek mögé így ráláthatunk életünkre: mégis mennyi furcsaság történik velünk.

#### Most akkor járunk?
Ifjúsági regény, Pozsonyi Pagony Kiadó, 2014
Beni tizenhárom éves, nyolcadikos és itt él köztünk. Suliba leginkább a haverok miatt jár, bár a legjobb barátja a szomszéd lány, akivel szinte ikrekként nőttek fel. Beni és Eszter történetesen a fővárosban laknak, és az a tervük, hogy végigutazzák Budapest összes villamosvonalát. De Beni szerint előtte még le kell vakarniuk magukról a húgát, Annát, és az első csókhoz sem ártana már egy szöszi. Hamarosan kiderül, hogy egy magától értetődő barátság is bonyolulttá tud válni, és ami állandónak tűnik, bármikor megváltozhat. De talán nem is baj, ha minden változik. Ezt hívjuk életnek!

#### Holnaptól minden rendben
Ifjúsági regény, Pozsonyi Pagony Kiadó, 2015
Az első rész (Most akkor járunk?) óta Eszter és Beni pár évet öregedett, sőt néha már egészen felnőttnek érzik magukat. A fiú el sem hiszi, mennyi minden megváltozott... Úgy kezdődött, hogy Eszter elment New Yorkba. A lány hiányát semmi sem pótolhatja, de nem is ez a cél. Még mindig naponta beszélgetnek, hiszen mindkettejüknek van mivel megbirkóznia. Benit a közelgő felvételi mellett legjobb barátja, Fedor sorsa aggasztja: az ukrán származású fiú szülei válófélben vannak. Fedor elveszettnek és elfelejtettnek érzi magát ebben az érzelmi és történelmi viharban, így Beni és Andris helyett új "barátok" felé sodródik. Eszternek sem könnyű: nagyon hiányzik neki Budapest, az otthoni barátok és a szerelem, de feltűnik a színen egy amerikai srác, aki eltereli a gondolatait. A kérdés csak az, hogy mi legyen ezután. Hol van ilyenkor Beni? Rendbe lehet még ezt az egészet hozni, és ha igen, vajon érdemes-e? Mi a jó döntés: kitartani a másik mellett, vagy elengedni egymás kezét?

#### A negyvenkettedik széken ülő nő
Drámakötet, Kalligram Kiadó, 2016
A negyvenkettedik széken ülő nő című kötet három új drámája megőrzi Tallér Edina prózai munkáinak nyelvi sokféleségét és öniróniáját, de itt jobban érvényesülnek a beszélt nyelv különféle regiszterei, tempóváltásai és a szereplők bonyolultabb viszonyrendszerei. Az Egy perccel tovább című a szerelmi holtpont és az egymást értés/nem értés drámája, míg a kötet címadó darabja a magány és vágy komikusan groteszk monológja. A Kaliforniai álom című pedig annak a kisszerűen nevetséges átverésnek a szociobörleszkje, amiben élünk.

#### Lány a város felett
Regény, Prae Kiadó, 2021
A regény egy mindenre kíváncsi nő története, aki az Anna nevet kapta a keresztségben, de ő másikat választott magának: Eileithüia. A görög mitológiában Héra és Zeusz lányát hívták így, akinek nem kisebb feladat jutott az istenek között, mint óvni a gyermekeket. A regénybeli Eileithüia a helyét keresi a világban, de nem találja, így felépíti a sajátját, ahol mindenki azt kapja, amire vágyik, vagy amiről azt hiszi, hogy vágyik. A faluban, ahonnan útjára indul, bolondnak tartják a jósnő anyját, aki egyedül neveli, de hozzá fordulnak segítségért, ha nagy a baj. A kislányból fiatal lány lesz, aki maga mögött hagyja a múltját, hogy meghódítsa a világot, és akinek ez különleges, kitartó, emberismerő nőként sikerül is. De ha a lábad előtt hever az egész világ, hogyan tovább?
Jóemberek
Regény, Prae Kiadó, 2024
Margit és Dénes átlagos budapesti házaspár szokványos lakótelepi élettel, látszólag csekély igényekkel és vágyakkal, rég elfeledett és elfojtott álmokkal, soha meg nem valósított tervekkel. Amikor az asszony idős édesanyja meghal, nekivágnak Kiskunhalasnak, ám útközben lerobbannak a parányi Jakabszálláson, és egy ideig ott ragadnak. A helyi pacalozó tulajdonosa, Nyúzó Jóska, a titkait féltve őrző böllér, akit sérült arca miatt csak Idegzsábának hívnak, és az őket mindenhová követő vén albínó ikerpár, a Jolikák sorsdöntő módon sodródnak bele Margiték életébe. A kialakult helyzetben a párnak szembesülnie kell vele, hogy az utazás és a folyvást kiújuló viták, veszekedések, kicsinyes csetepaték mellett valami más, meghatározóbb dolog is történt velük.

### Drámák
- Egy perccel tovább (dráma, 2010)[5]
- Érinthetelenek (musical, 2012)[6]
- Átjáró magamhoz (ifjúsági színmű, 2014)
- Mese sétához (ifjúsági színmű, 2015)
- A negyvenkettedik széken ülő nő (monodráma, 2016)
- Kaliforniai álom (szociobörleszk, 2016)
- Csak tenyérnyi vér (monodráma, 2018)

## Díjak
- Fődíj: Egy perccel tovább (dráma). Vallai Péter Kortárs Előadói Fesztivál (2015)[7]

## Kritikák, interjúk
- http://divany.hu/2013/magyarorszag/5_kortars_magyar_iro_akik_miatt_meno_olvasni/
- https://www.youtube.com/watch?v=vSKEcwHpxcE
- http://www.kulturpart.hu/uzenet_a_foldrol/33443/ekszerekben_pompazo_meztelen_lanyok
- https://web.archive.org/web/20131025213853/http://librarius.hu/interju/462-szerkeszt/3065-szenvedelyes-viszony-interju-taller-edinaval

### A húsevő
- http://www.hid.rs/hidkor.php?link_id=2001&&page_id=feher_dorottya
- http://www.hunlit.hu/talleredina Archiválva 2016. március 16-i dátummal a Wayback Machine-ben

### Lehetek én is
- http://BELSOKOZLES.BLOG.HU/2013/09/16/17_ADAS_TALLER_EDINA
- http://WWW.MUUT.HU/?P=3520

### Most akkor járunk?
- http://www.pagony.hu/igazabol-tizenharom

### Holnaptól minden rendben
- http://librarius.hu/2016/01/03/taller-edina-holnaptol-minden-rendben/